# Британская интервенция в Дагестане
Британская интервенция в Дагестане — попытка Великобритании закрепиться в регионе в период окончания Первой мировой войны и Гражданской войны в России. Для достижения целей интервенции на юге бывшей Российской империи для Великобритании было стратегически важно доминировать в Каспийском море, которое необходимо для ведения военных операций в Закавказье и Закаспии, а также для переброски сил по обе стороны моря и поддержки лояльных сил в Гражданское войне. После закрепления у власти в Дагестане генерала Деникина, командующего ВСЮР, британские силы были выведены из области.

## Предыстория, вторжение в Закавказье
В декабре 1917 года Великобритания и Франция заключили соглашение, согласно которому Кавказ признавался сферой британского влияния. При вступлении в Закавказье британское командование заявляло, что не преследует захватнических целей и являются лишь союзником России, пришедшим для помощи в наведении порядка и защиты области от большевиков. Для противостояния им британцы стремились объединить все национальные движения под руководством генерала Деникина.
Летом 1918 года в соседнем с Дагестаном Азербайджане шла война между османо-азербайджанскими силами и британскими войсками. В самом же Дагестане тем временем шла гражданская война между большевиками, удерживавшими равнину и шариатистами, доминировавшими в горах. Остальные горские области Северного Кавказа были под советской властью.
В прессе публиковалось, что большевиками в Дагестане были арестованы «англо-бичераховские шпионы», то есть оказавшиеся в области британские поданные.

## Поддержка Бичерахова
В августе—сентябре 1918 года дагестанское побережье было захвачено с юга отрядами русского полковника Лазаря Бичерахова, который спонсировался британцами и вышел из провалившейся обороны Баку. В Дагестане он ликвидировал советскую власть и заключил соглашения с их противниками.
Вслед за этим в октябре из Азербайджана повела наступление на Дагестан Кавказская исламская армия под командованием османского генерала Иззет-паши. Во время боёв бичераховцев с силами Иззет-паши 30 октября между Британской и Османской империями было подписано Мудросское перемирие, согласно которому Османская империя проиграла войну, а право на оккупацию занятых ими территорий перешло британцам. Несмотря на это, Иззет-паша продолжал воевать и Бичерахов отступил из Дагестана 11 ноября.
В конце 1918 года Бичерахов был произведён в генерал-майоры британской армии.

## При Горской республике
Османское присутствие в Дагестане продолжалось, пока 17 ноября британцы не взяли Баку и потребовали от осман уйти из Дагестана в соответствии с Мудросским соглашением. Османские части в срочном порядке покинули Дагестан в конце ноября.

При османах в Дагестане была установлена власть Горской республики. После их ухода британское командование наладило связь с Горским правительством, хоть и подозревало его в германо-турецких симпатиях. Британцы заявили, что признание независимости горцев будет рассмотрено на Парижской мирной конференции. Командующий британскими силами в Закавказье генерал Томсон 27 ноября обратился к Горскому правительству, обещая помочь кавказцам, если они согласятся соблюдать следующие пункты:

1. образовать коалиционное правительство со всесторонним представительством
2. оставить в стороне все мелкие распри и объединиться против большевиков
3. управлять областью, занятой Вами относясь ко всем справедливо и беспристрастно
4. восстановить железнодорожное и пароходное движение и уменьшить страдания, господствующие теперь на Кавказе и Каспийском побережье благодаря недостатку продовольствия
5. удалить всех турок и устранить турецкую и германскую пропаганду
6. помогли союзникам держать связь с армией генерала Деникина и упросили ингушей добиться освобождения британской миссии, задержанной большевиками во Владикавказе.

В декабре 1918 года горский парламент принял отставку правительства Чермоева, который в глазах Антанты представлялся как протурецкий политик. Взамен было сформировано новое правительство с Пшемахо Коцевым во главе. Коцев в письме на имя генерала Томсона заявил: «Ввиду чрезвычайных условий, созданных борьбой с большевизмом, правительство готово предоставить в распоряжение союзников все свои силы»

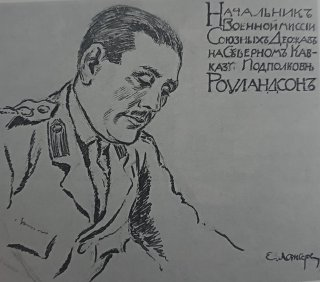
Начальник Военной миссии Союзных держав на Северном Кавказе полковник Роуландсон. Художник Евгений Лансере. ДМИИ

Британская военная миссия во главе с полковником Роулинсоном 27 декабря 1918 прибыла в Темир-Хан-Шуру, столицу Дагестана. В прессе сообщалось, что «миссия прибыла со специальным поездом. На вокзале был выставлен почетный караул и оркестр музыки. В сопровождении представителей высшей власти, англичане проехали в приготовленный для них Народный Дом».
31 декабря от своего правительства Роулинсон получил инструкцию объединить все антибольшевистские силы в регионе, обозначив Ростово-Петровскую железную дорогу как границу между сферами влияния между Горским правительством с юга и генералом Бичераховым с севера. Было объявлено, что железная дорога Баку–Петровск и, по возможности, далее к Ростову, а также порты Петровск и Дербент должны быть под контролем британцев. Сам Петровск стал базой Бичерахова для борьбы с большевиками. Роулинсона обязали помочь Горскому правительству при мобилизации военных сил и операциях против большевиков, а также наладить связь между Бичераховым и Горским правительством. В Петровск также были переправлены силы Индийской армии — батальон гуркхов. Роулинсон присутствовал на съезде Горского парламента 20 января 1919 года в Темир-Хан-Шуре. Начальником Петровского гарнизона английских войск был назначен полковник Иоккер.

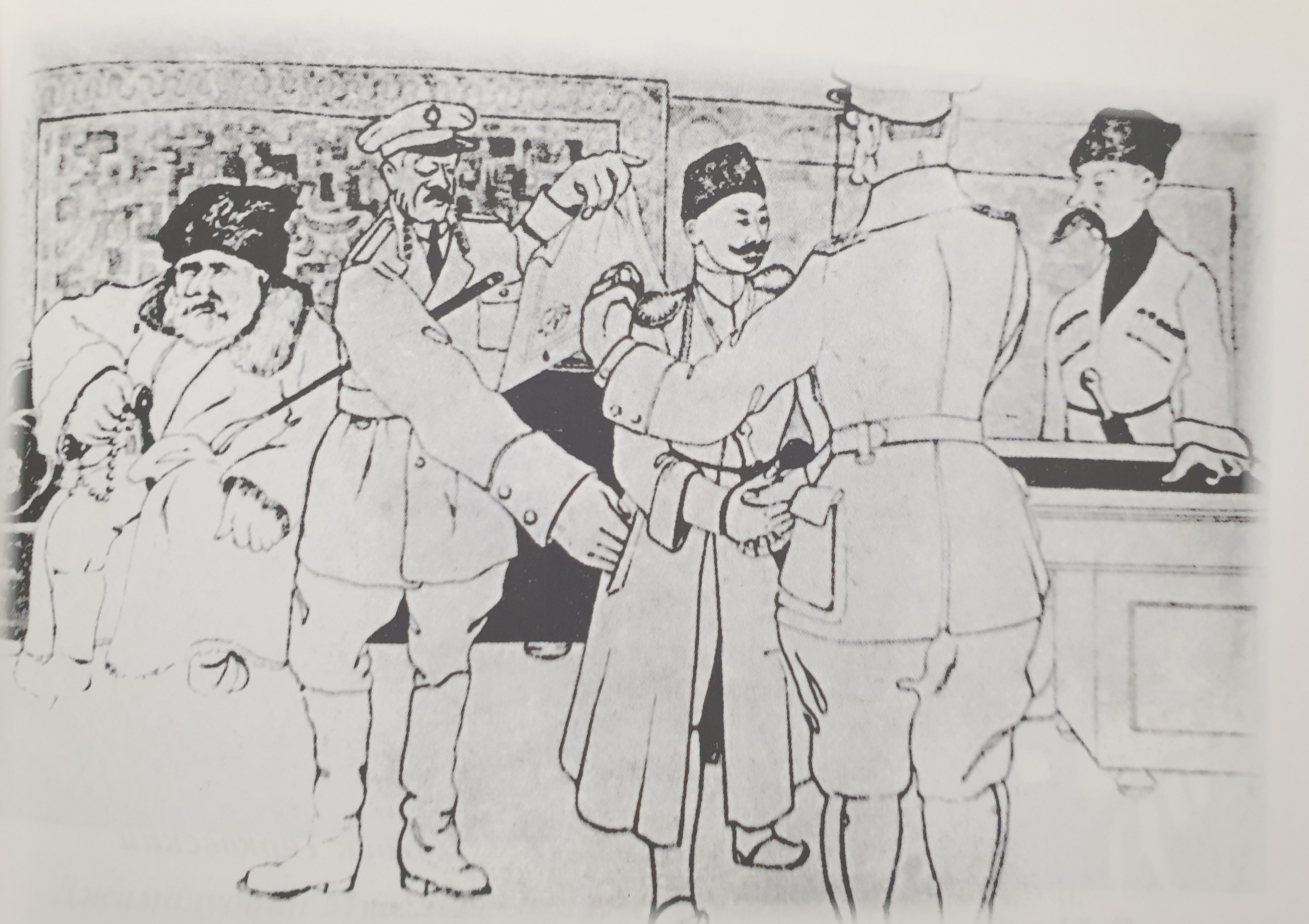
Карикатура неизвестного автора «Англичане в Парламенте Горской Республики»

Британцам была подчинена Каспийская военная флотилия и полторы сотни торговых судов, командование осуществлял коммодор Д. Норрис. Началось формирование своих военно-морских сил в Каспии, называвшимся «внутренним морем Англии». После входа 13 января 1919 года в Порт-Петровск на острове Чечень была организована военно-морская база. По советским разведданным, весной британский флот располагал уже 18 крупными боевыми морскими единицами. Военный министр Уинстон Черчиль в британском парламенте заявил: «Все Каспийское море находится во владении британского флота».

## Наступление ВСЮР
Генерал Томсон распорядился направить британские силы вдоль железной дороги от Петровска к Грозному, чтобы отбить Грозный у уязвимой 11-й Красной армии как можно скорее. После взятия Кубани армия генерала Деникина — союзника британцев в борьбе с большевиками — двинулась по Северному Кавказу на восток, чтобы опередить англичан и занять Грозный первыми. 23 января 1919 года она захватила город, ликвидировав советскую власть и приблизился к границам Горской республики в Дагестане. На занятых территориях Деникин утвердил своё гражданское управление. Британцы были единственными,  кто мог защитить горцев от Добровольческой армии. Они заверили, что Деникин не станет оккупировать Дагестан, а только будет пользоваться портом Петровска для борьбы с астраханскими большевиками. Генерал Томсон заявил горцам, «что армия Деникина, преследующая ту же цель (т.е. борьбу с большевиками), не станет во враждебное отношение к Горскому правительству, которому теперь единственно предстоит озаботиться скорейшим устроением власти и законности на вновь очищенной территории». Также Роулинскон отмечал: «Если среди вас, горцев, будет течение чисто большевистского характера или в стране пойдет анархия, не только Деникин, но также и мы придем для ведения борьбы с ними».

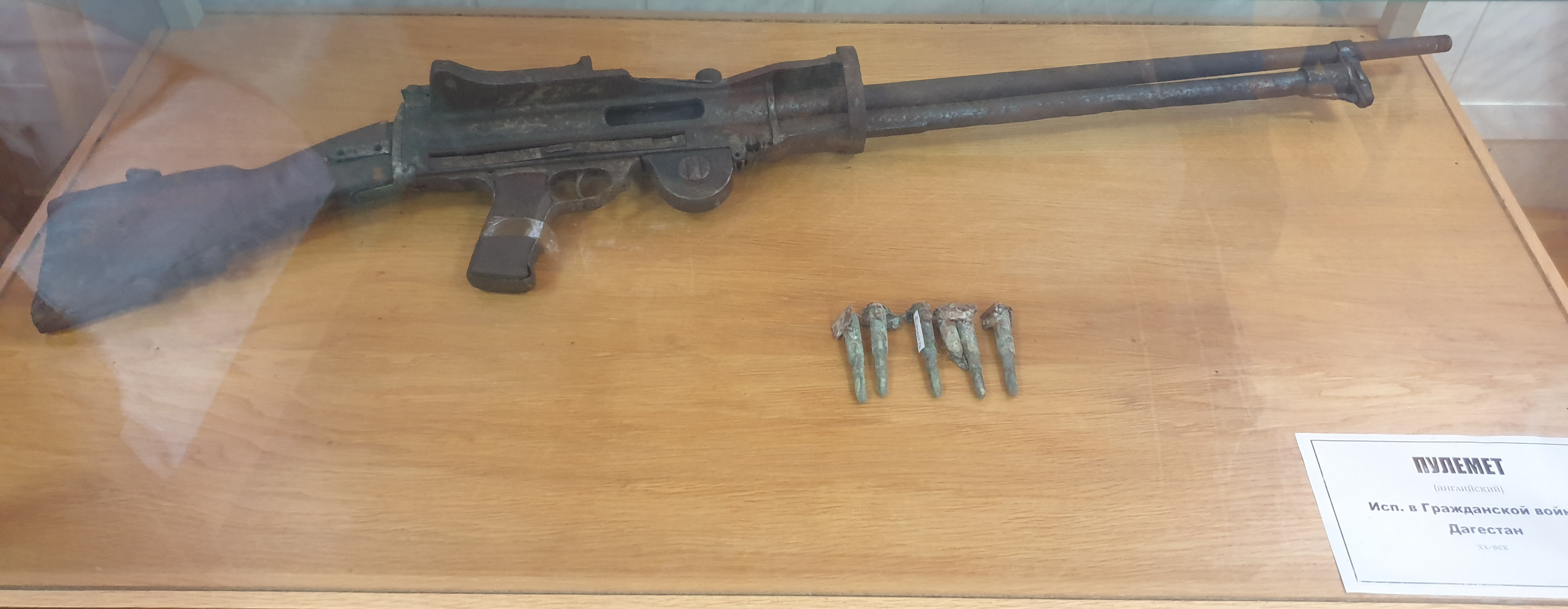
Английский пулемёт. Использовался в Гражданской войне в Дагестане. Гимринский историко-краеведческий музей

В большевистской газете «Жизнь национальностей» от 16 февраля 1919 года сообщалось:
«Недавно на съезде представителей дагестанских народов англичане предложили дать кадры войск для борьбы с «русскими», обещая за это полную самостоятельность, снаряжение, вооруженную помощь и т. п. На съезде по этому вопросу возникли бурные разногласия и, в конце концов, большинством голосов присутствующих предложение англичан съездом было отклонено. Англичане ушли ни с чем...»
В марте в Чечне началась карательная операция ВСЮР против горцев. Тем временем британский полковник Роулинсон, назначенный командующим силами Горского правительства, неожиданно уехал в Баку.
14 апреля 1919 года полковник Иоккер потребовал от Горского правительства немедленных действий против большевиков в городах и селениях. После этого губернатор Дагестана полковник Джамалуддин Мусалаев написал начальникам округов: «Передайте населению, что, если среди населения будет анархия, непослушание и большевистское выступление, то англичане получили приказ из Баку пойти на эти села аэропланами и броневиками». Также англичане обсуждали возможность присоединения Дагестана к Азербайджану. В мае 1919 года большевики планировали совершить переворот в Дагестане, устроив восстание, которое должно было быть поддержано советским десантом из Астрахани. Благодаря английской авиации и флоту, десант не смог пробиться к Дагестану, а местные подпольщики во главе с Уллубием Буйнакским были арестованы и заключены Горским правительством 13 мая. Сторонники большевиков пытались освободить арестованных, но при помощи присланного из Петровска английского аэроплата выступление было отбито.
Переговоры между горцами и командованием ВСЮР не привели к успеху и Деникин повёл наступление в Дагестане, в результате чего, не встречая сопротивления, его силы покорили регион в конце мая. Британцы смирились с оккупацией Дагестана, однако противостояли дальнейшему продвижению в Азербайджан. Английское командование объяснило отход от данных ими горцам обещаний тем, что Горское правительство не имело авторитета среди населения, а большевистское влияние усиливалось. На жалобы горцев английский полковник Файн при деникинском штабе ответил, что «если добровольцы на моих глазах вас резали, то и тогда я бы не мог заступаться за вас, так как генерал Деникин и его армия являются властью, которую признает правительство короля Англии».
Британские представители убеждали Горское правительство, что занятие Дагестана ВСЮР необходимо и не скажется на вопросе независимости Горской республики, так как после решения Парижской конференции Деникин сам уйдет. Официальное обращение гласило: «Мы от души будем просить мудрый Дагестан не портить своего отношения с Добровольческой армией».
Летом 1919 года Кабинет министров Великобритании решил вывести войска из Дагестана в связи с успехами деникинцев в России и военными осложнениями для британцев на Ближнем Востоке и Индии.

## Последствия
Флот на Каспии был передан деникинцам. В Петровске была оставлена команда специалистов под руководством капитана Ватсена для обучения деникинских артиллеристов.
В результате восстания горцев и наступления Красной армии положение ВСЮР в Дагестане к концу 1919 года стало критическим. В связи с этим британское правительство стало планировать новую интервенцию на Кавказ. Однако этому помешали проблемы во внутреннем политическом положении стран Антанты, что не позволило организовать новую кавказскую экспедицию.
Британский полковник Роулинсон впоследствии написал мемуары, однако события на Северном Кавказе в них освещены слабо. Современник и английский журналист Карл Бехгофер оценивает причину провала британской политики в Дагестане и на Северном Кавказе тем, что «слишком много поваров испортили бульон», в результате из Горской республики не получилось ни буферного государства, ни плацдарма для панисламистов.

### Комментарии
1. ↑  Командующий британскими силами в Закавказье
2. ↑  Глава британской миссии в Дагестане
3. ↑  то есть общее с терским казачеством[7]
4. ↑  англ. Rawlinson А.. В русскоязычных источниках встречается варианты написания: Роуландсон[9], Роулленсон[10], Роландсон[11]
5. ↑  или 20 декабря[7]
6. ↑  Египет, Афганистан, Турция и Иран